# Thanh Hóa Football Club
Maillots
Actualités
Thanh Hóa Football Club est un club viêtnamien de football basé à Thanh Hóa, au nord du pays.
Il dispute le championnat de première division viêtnamien lors de la saison 2015.

## Historique
Fondé en 1962 sous le nom de Thanh niên Thanh Hóa, il change d’appellation deux ans plus tard et devient Cong an Thanh Hóa. Le club découvre la première division en 1986 et y reste deux saisons.
Devenu entre-temps le Thanh Hoa FC, il retrouve l'élite lors de la saison 2007, à la suite de sa promotion parmi l'élite. Cette première saison est conclue par une 10e place au classement, performance rééditée l'année suivante. En 2009, le club termine dernier du classement et doit théoriquement être relégué en deuxième division. Il parvient néanmoins à se maintenir parmi l'élite à la suite de la fusion décidée avec l'équipe de The Cong, mis en vente.
Son meilleur résultat en championnat est une 2e place, obtenue à l'issue des saisons saison 2017 et saison 2018.

## Palmarès
- Championnat du Viêt Nam : 
  - Vice-champion en 2017 et 2018

- Coupe du Viêt Nam : 
  - Vainqueur : 2023 et 2024
  - Finaliste : 2018

- Supercoupe du Viêt Nam : 
  - Vainqueur en 2009 et 2023

## Grands joueurs
- Patrick
- Fikru Tefera
- Michael Mensah
- Pape Omar Faye
- Nastja Čeh